# راود
راود (به انگلیسی: Rowde) یک روستا و محله مدنی در بریتانیا است که در ویلتشر واقع شده‌است. راود ۱٬۳۸۲ نفر جمعیت دارد.